# Nationalliga A (Eishockey) 1974/75
Die Saison 1974/75 war die 37. reguläre Austragung der Nationalliga A, der höchsten Schweizer Spielklasse im Eishockey. Zum insgesamt vierten Mal in seiner Vereinsgeschichte wurde der SC Bern Schweizer Meister, während der HC Servette Genève in die NLB abstieg.

## Modus
In einer gemeinsamen Hauptrunde spielte jede der acht Mannschaften in vier Spielen gegen jeden Gruppengegner, wodurch die Gesamtanzahl der Spiele pro Mannschaft 28 betrug. Der Erstplatzierte der Hauptrunde wurde Meister. Der Letztplatzierte der Hauptrunde stieg in die NLB ab. Für einen Sieg erhielt jede Mannschaft zwei Punkte, bei einem Unentschieden einen Punkt. Bei einer Niederlage erhielt man keine Punkte.

## Hauptrunde

### Abschlusstabelle
| Pl. | Team                 | Sp. | S  | U | N  | Tore    | Pkt. |
| --- | -------------------- | --- | -- | - | -- | ------- | ---- |
| 1.  | SC Bern              | 28  | 21 | 3 | 4  | 159:86  | 45   |
| 2.  | HC La Chaux-de-Fonds | 28  | 22 | 0 | 6  | 174:108 | 44   |
| 3.  | SC Langnau           | 28  | 15 | 3 | 10 | 129:100 | 33   |
| 4.  | EHC Kloten           | 28  | 13 | 2 | 13 | 129:122 | 28   |
| 5.  | HC Villars           | 28  | 11 | 0 | 17 | 89:131  | 22   |
| 6.  | HC Ambrì-Piotta      | 28  | 9  | 2 | 17 | 98:127  | 20   |
| 7.  | HC Sierre            | 28  | 8  | 2 | 18 | 95:154  | 18   |
| 8.  | HC Servette Genève   | 28  | 7  | 0 | 21 | 116:161 | 14   |

### Meistermannschaft des SC Bern
| Schweizer Meister SC Bern | Torhüter: Jürg Jäggi, David Schiller Verteidiger: Hansruedi Baumgartner, Ueli Hofmann, Beat Kaufmann, Hugo Leuenberger, Pascal Nigg, Paul Pfamatter Angreifer: Paul-André Cadieux, Roland Dellsperger, Urs Dolder, Riccardo Fuhrer, Renzo Holzer, Jaroslav Krupička, Herbert Messer, Martial Racine, Bruno Wittwer, Fritz Wyss, Bruno Zahnd, Claudio Zehnder Cheftrainer: Paul-André Cadieux |